# Clark Kellogg
Clark Clifton Kellogg, Jr. (ur. 2 lipca 1961 w Cleveland) – amerykański koszykarz, występujący na pozycji skrzydłowego, analityk koszykarski w kilku różnych stacjach.
W 1979 wystąpił w meczu gwiazd amerykańskich szkół średnich - McDonald’s All-American.
Jako debiutant notował średnio 20,1 punkty, 10,6 zbiórki, 2,8 asysty oraz 1,7 przechwytu, dzięki czemu wybrano do składu najlepszych debiutantów ligi. Zajął też drugie miejsce w głosowaniu na debiutanta sezonu, przegrywając ostatecznie z Terry Cummingsem.
Karierę sportową zakończył przedwcześnie z powodu problemów z kolanami w 1986 roku. W 1990 roku rozpoczął pracę analityka koszykarskiego dla stacji ESPN, następnie pracował dla Big East Network, WTTV/FSN-Indiana, Prime Sports, CBS Sports. 
Pojawił się również w grach NBA 2K9–2k13 jako komentator wspólnie z Kevinem Harlanem.
Jego synem jest Nick Kellogg, który również jest koszykarzem.

## Osiągnięcia
NCAA
- MVP Konferencji Big 10 (1982)[2]
- Zaliczony do[2]:
  - I składu  Converse All-American (1982)
  - All-Big 10
- Wybrany do Galerii Sław Ohio State University (2001)[2]

NBA
- Zaliczony do I składu debiutantów NBA (1983)[6]